# Кнайпа
Кна́йпа (від нім. Kneipe) — корчма, шинок, пивниця, пивна, кабак, генделик, ресторанчик, забігайлівка — гастрономічний заклад, де подають насамперед спиртні напої.
У німецькомовних країнах означає перш за все пивну (пивницю). Подекуди окрім напоїв подають також і страви, тому межа між кнайпою і рестораном не є чіткою, щоправда, у Німеччині, згідно з регіональними законами про заборону куріння у ресторанах, ознакою кнайпи вважається відсутність кухні.

## Поширення в Україні
В Україні цей термін найчастіше вживається у Галичині, особливо у Львові, де нерідко, маючи на увазі кафе, говорять кнайпа або також кав'ярня (каварня). Історична назва перших кав'ярень — цукерня, пов'язана також зі Львовом — це були кондитерські, де до кави пропонували випечені свіжі тістечка. Також в Галичині досить часто вживалося слово пивниця — заклад, де, насамперед, можна було випити пива. В домашньому господарстві термін пивниця (деколи вимовляли півниця) вживався тільки в одному зі своїх значень, а саме — підвал, погріб, льох. Цікаво, що у Львові багато кнайп, пивниць розміщено в підвалах і напівпідвалах.
Іншою важливою відмінністю кнайпи від ресторану є її традиційна роль як місце зустрічей та спілкування громадськости. Особливо на вихідні та у свята, коли вона стає місцем відпочинку у колі друзів та знайомих.

## Кнайпи в різних країнах
Залежно від місцевих особливостей різних країн світу, такі заклади називаються по різному:
- у англомовних країнах подібний заклад історично називали таверною, проте сьогодні цю роль здебільшого перейняли паби (англ. public house);
- кафе в Італії, Франції, також Австрії і багатьох інших країнах;
- чайхана в країнах Середньої Азії;
- ізакая (яп 居酒屋) у Японії;

## Цитати
Наприклад, у історичному нарисі У пана Атлясса:

| ...Найшанованішою кнайпою був «Атлас». Назва її походила від прізвища першого власника — відомого виробника «Сметанкової» горілки та настоянки «Атлясівки» пана Атлясса. У час окупації каварнею опікувався його зять Едвард Тарлерський. Саме завдяки вмінню пана Едзя згуртувати різношерстих людей, за одним столиком сиділи знаменитий поет і графоман, професор і студент, священик та кишеньковий злодій. Це була безупинна круговерть гостей, розмов та зустрічей.[5] |